# 保罗·舒尔策-瑙姆堡
保羅·舒尔策-瑙姆堡（Paul Schultze-Naumburg，1869年6月10日—1949年5月19日），原名保罗·爱德华·舒尔策（Paul Eduard Schultze）是一名德国的建筑学家、画家和政治家。

## 生平
1869年出生于普鲁士王国萨克森省瑙姆堡附近的小镇阿尔姆里希（Almrich），在1900年已经成为一个知名的建筑学家和画家。1922年1月5日，他与玛格丽特·卡洛琳娜·贝尔塔·德尔（Margarete Karolina Berta Dörr）结婚，1930年加入德国纳粹党。舒尔策的这段婚姻并没有维持多久，1934年他们离婚且并没有任何子嗣。几周之后，他的前妻嫁给了第三帝国的内政部长威廉·弗利克。
他是纳粹建筑的倡导者和现代建筑的主要倡导人，并参与设计了之后举办波茨坦会议的塞琪琳霍夫宫。1949年逝世于德国城市耶拿，他的骨灰被安置在他1909年为德国诗人恩斯特·冯·维尔登布卢赫设计的魏玛历史公墓里。